# Die Scapigliata
Kopf eines Mädchens, die so genannte La Scapigliata (italienisch: die Zerzauste, die Strubblige) ist ein Gemälde von Leonardo da Vinci. Das um 1508 datierte Werk im Format von 24,7 × 21 Zentimeter ist seit 1839 in der Sammlung der Galleria nazionale in Parma.